# Miroslavov evangelij
Miroslavov evangelij (srbsko: Мирослављево Јеванђеље / Miroslavljevo Jevanđelje) je bogato okrašen iluminirani rokopis evangelija na pergamentu. Je eden najstarejših ohranjenih dokumentov napisanih v stari cerkveni Srbščini. Evangelij velja za mojstrovino ilustracij in kaligrafij.